# Illice ditrigona
Illice ditrigona är en fjärilsart som beskrevs av William Schaus 1899. Illice ditrigona ingår i släktet Illice och familjen björnspinnare. Inga underarter finns listade i Catalogue of Life.